# 涂普義

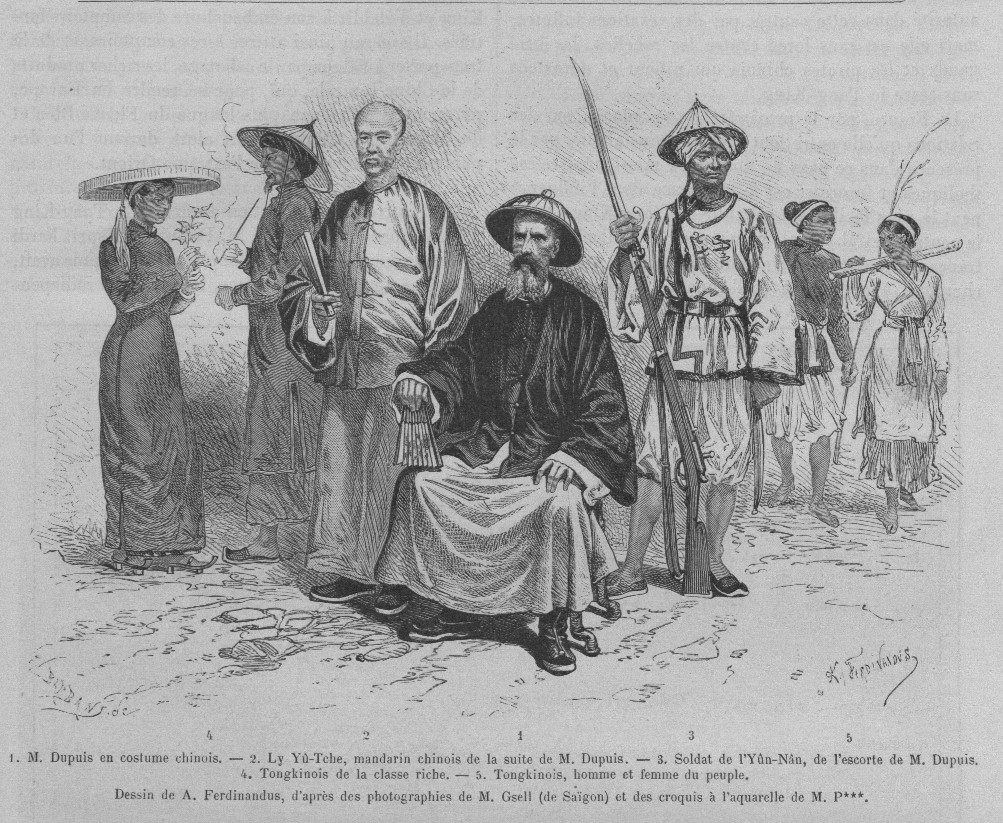
涂普義

涂普義（法語：Jean Dupuis，1828年12月7日—1912年11月28日），又譯堵布益、让·迪皮伊，法国商人、探险家。
涂普義出生在圣瑞斯拉庞迪埃，曾在罗纳省塔拉尔接受教育。1858年，他作为一个商人前往埃及经商，后来前去中国。他的经商旅程经过了不少先前未被西方人所知的中国南部地区，在1871年至1872年期间，由于他的努力，迫使越南阮朝开放红河流域通商。
1873年，他因为贩卖武器与阮朝朝廷发生争执，法国的南圻統督府派遣安邺大尉出兵攻破了河内，是为北圻变故。然而，后来由于安邺大尉被黑旗军暗殺，法国未能征服这个国家。
1881年，涂普義被法兰西科学院授予Delalande Guérineau奖。1912年在摩纳哥逝世。